# Giro di Lombardia 2022
Il Giro di Lombardia 2022, centosedicesima edizione della "classica delle foglie morte", valevole come ultima prova dell'UCI World Tour 2022 categoria 1.UWT, si è svolto l'8 ottobre 2022 su un percorso di 253 km, con partenza da Bergamo ed arrivo a Como, in Italia. Le asperità del percorso sono: Forcellino di Bianzano, Passo di Ganda, Dossena, Forcella di Bura, Berbenno, Madonna del Ghisallo, Civiglio, San Fermo della Battaglia. La vittoria fu appannaggio dello sloveno Tadej Pogačar, il quale completò il percorso in 6h21'22", alla media di 39,804 km/h, precedendo gli spagnoli Enric Mas e Mikel Landa.

## Squadre e corridori partecipanti
| N.      | Cod. | Squadra                         |
| ------- | ---- | ------------------------------- |
| 1-7     | UAE  | UAE Team Emirates               |
| 11-17   | ACT  | AG2R Citroën Team               |
| 21-27   | ADC  | Alpecin-Deceuninck              |
| 31-37   | AST  | Astana Qazaqstan Team           |
| 41-47   | TBV  | Bahrain Victorious              |
| 51-57   | BFC  | Bardiani-CSF-Faizanè            |
| 61-67   | BOH  | Bora-Hansgrohe                  |
| 71-77   | CJR  | Caja Rural-Seguros RGA          |
| 81-87   | COF  | Cofidis                         |
| 91-97   | DRA  | Drone Hopper-Androni Giocattoli |
| 101-107 | EFE  | EF Education-EasyPost           |
| 111-117 | EOK  | Eolo-Kometa Cycling Team        |
| 121-127 | GFC  | Groupama-FDJ                    |

| N.      | Cod. | Squadra                     |
| ------- | ---- | --------------------------- |
| 131-137 | IGD  | Ineos Grenadiers            |
| 141-147 | IWG  | Intermarché-Wanty-Gobert    |
| 151-157 | IPT  | Israel-Premier Tech         |
| 161-167 | TJV  | Jumbo-Visma                 |
| 171-177 | LTS  | Lotto Soudal                |
| 181-187 | MOV  | Movistar Team               |
| 191-197 | QST  | Quick-Step Alpha Vinyl Team |
| 201-207 | ARK  | Team Arkéa-Samsic           |
| 211-217 | BEX  | Team BikeExchange-Jayco     |
| 221-227 | DSM  | Team DSM                    |
| 231-237 | TEN  | TotalEnergies               |
| 241-247 | TFS  | Trek-Segafredo              |

## Ordine d'arrivo (Top 10)
| Pos. | Corridore          | Squadra  | Tempo    |
| ---- | ------------------ | -------- | -------- |
| 1    | Tadej Pogačar      | UAE      | 6h21'22" |
| 2    | Enric Mas          | Movistar | s.t.     |
| 3    | Mikel Landa        | Bahrain  | a 10"    |
| 4    | Sergio Higuita     | Bora     | a 52"    |
| 5    | Carlos Rodríguez   | Ineos    | s.t.     |
| 6    | Alejandro Valverde | Movistar | a 1'24"  |
| 7    | Bauke Mollema      | Trek     | s.t.     |
| 8    | Rudy Molard        | Groupama | s.t.     |
| 9    | Romain Bardet      | DSM      | s.t.     |
| 10   | Adam Yates         | Ineos    | a 1'26"  |